# Koldusopera (film, 1931)
Brecht 1928-ban írta a legtöbbször előadott és (egyik) leghíresebb színművét, amit többek között Kurt Weill zenéje is halhatatlanná tett. A hangosfilm megjelenése után nem sokkal már meg is filmesítették; G. W. Pabst már 1931-ben leforgatta.
A történet a 18. századi Londonban játszódik, és egy Macheath (vagyis Mackie Messer, magyarul Bicska Maxi) nevű bandavezérről szól. Macheath a koszosan is csillogó alvilágban harcol a koldusokon élősködő Peachummal, aki ráadásul még az apósa is.

## Más Koldusopera-filmek
- 1963: Koldusopera (Die Dreigroschenoper), rendező Wolfgang Staudte, főszereplők Curd Jürgens, Gert Fröbe, Hildegard Knef, Sammy Davis Jr.
- 1989: Koldusopera (Mack the Knife ), rendező Menahem Golan, főszereplők Raúl Juliá, Richard Harris, Julie Walters, Bill Nighy, Julia Migenes, Roger Daltrey
- 2010: The Threepenny Opera (Andy Serkis, Nick Cave)